# شمعة احتراق

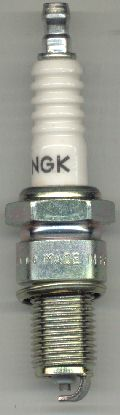
شمعة احتراق

شمعة الاحتراق أو شمعة الإشعال  أو المُوْرِيَة أو البُوجِيَّة هي جهاز كهربائي يستعمل في محركات الاحتراق الداخلي مثل السيارات ليساعد على اشتعال الوقود، اخترعها البلجيكي إتيان لينوار سنة 1885.
طريقة تكوين الشرارة الكهربائية ونقلها إلى شمعة الاحتراق في نظام الاشتعال العادي
عند وضع مفتاح التشغيل في وضع الاغلاق يسري تيار كهربائى بجهد مساو لفرق جهد المركم (البطارية) والذي يساوي 12 فولت من المركم إلى مفتاح التشغيل ثم إلى المصهر ثم إلى المف الابتدائي في المضخم (الكويل) وتكتمل الدائرة الكهربائية عند نقاط التماس (البلاتين) وهي في حالة الاغلاق إلى الارضي حيث يتولد في هذه الحالة تيار كهربائيه ذو فرق جهد منخفض شدته تساوي عدد لفات الملف الابتدائية بالإضافة إلى مقاومة الدائرة الكهربائيه وعند فتح نقاط التماس (البلاتين) ينهار التيار الكهربائي ويتكون مجال مغناطيسي في الملف الثانوي ذو فرق جهد مرتفع .
ونتيجه لما سبق ونتيجه لدوران عمود الموزع (الديسبرتور) ينتقل المجال المغناطيسي من الموزع (الديسبرتور) إلى اسلاك الضغط العالي ثم إلى شمعات الاشتعال (البواجي) فتحدث الشرارة الكهربائية في جزء من اللف من الثانية بتريتب محدد يعرف بتقسيمة المحرك وتعرف تقسيمة المحرك بأنها توصيل الشرارة الكهربائية إلى شمعات الاشتعال بترتيب محدد يحقق غرضاً أساسياً وهو توزيع الأحمال الميكانيكة على عمود المرفق (الكرنك) .
وهنالك أنظمه أخرى لإحداث الشرارة الكهربائية، منها نظام الاشتعال الإلكتروني
الذي يشبه في أجزائه النظام العادي إلا أنه يعمل عن طريق وحدة التحكم الإكتروني (ECU)
ويجد فيه جزئين جديدين هما العضو الدوار ووحده اللاقط المغناطيسي
العضو الدوار : يحتو على عدد من الاضلع مساو لعدد اسطوانات المحرك
وحده اللاقط المغناطيسي : تلتقط الإشارة الكهربائية المتقطعه وترسلها إلى وحده التحكم الاكرتوني (ECU)
مبدأ عمله : عند وضع مفتاح التشغيل في وضع الاغلاق ونتيجه لدوران عمود الموزع فان اضلاع العضو الدوار تقطع خطوط المجال المغناطيسي في وحده اللاقط وينتج من ذلك نبضات كهربائيه ذات شدة تيار منخفضه، ترسل هذه النبضات إلى وحده التحكم الاكتروني وينتج من هذه النبضات مجال مغناطيسي ذو فرق جهد مرتفع وهذه الحالة مشابه للحظه فتح نقاط التماس في النظام العادي .
الفرق بين نظام الاشتعال العادي والاكتروني :
1: صيانة أقل من نظام الاشتعال العادي
2: اطالة عمر شمعات الاشتعال
3: فترة بناء مجال مغناطيسي ثابته مع دوران المحرك
4 : لا يوجد فيه اجزاء متحركه في الملف الابتدائي